# الکساندر پاریگین
الکساندر پاریگین (انگلیسی: Alexander Parygin؛ زادهٔ ۲۵ آوریل ۱۹۷۳) ورزشکار پنج‌گانه مدرن اهل قزاقستان بود.
وی در مسابقات کشوری و بین‌المللی در مجموع برندهٔ ۲ مدال طلا، ۱ مدال نقره شده‌است.